# Julian Livingston
Julian Livingston ist ein US-amerikanischer Komponist und Schriftsteller.
Livingston studierte von 1950 bis 1955 an der Indiana University Komposition bei Bernhard Heiden und Thomas Beversdorf, Klavier bei Sydney Foster und Don Rand und Dirigieren bei Ernst Hoffman. Mit Robert Aichele komponierte er 1954 die musikalische Komödie Welcome to France. 
Von 1955 bis 1957 diente Livingston als Offizier der US Army in Korea. Danach absolvierte er ein Studium als Elektroingenieur an der Purdue University. In den 1960er Jahren arbeitete er bei Bell Telephone Laboratories auf dem Gebiet der Entwicklung der Datenübertragung über Modem. Daneben beschäftigte er sich mit der Komposition und Aufführung von Musik mit dem Computer. Mitte der 1960er Jahre erlangte er den Mastergrad als Elektroingenieur am Polytechnic Institute of Brooklyn.
In den 1960er und 1970er Jahren komponierte Livingston zahlreiche Werke für Klavier, Gesang, kammermusikalische Besetzung und Orchester. 1976 gründete er den Elysium Chorale, den er bis 1984 leitete. Als Auftragswerk des Battleground Arts Center zum 200. Jahrestages des Amerikanischen Unabhängigkeitskrieges entstand im gleichen Jahr die Oper A Twist of Treason nach der Biographie Benedict Arnolds, die 1977 mit Ralph Brown, Peggy Shippen und Robert Spencer in den Hauptrollen uraufgeführt wurde. Als weiteres Auftragswerk entstand 1983 zum 200. Jahrestag der Schlacht von Monmouth das Musical Molly über die legendäre Heldin Molly Pitcher.
Von 1982 bis 1984 leitete Livingston den Bell Laboratories Chorus. 1985 zeichnete ihn die AT&T Company für seine Verdienste in der Forschung auf dem Gebiet der Datenübertragung als Distinguished Member of Technical Staff aus. Nach seiner Pensionierung (1988) studierte er von 1994 bis 1996 kreatives Schreiben bei Deborah Bushfield an der Indiana University und veröffentlichte die Romane The Anonymous North American Tour of Franz Liszt und Paganini, the Vampire Career.